# Grunewald (Wermelskirchen)

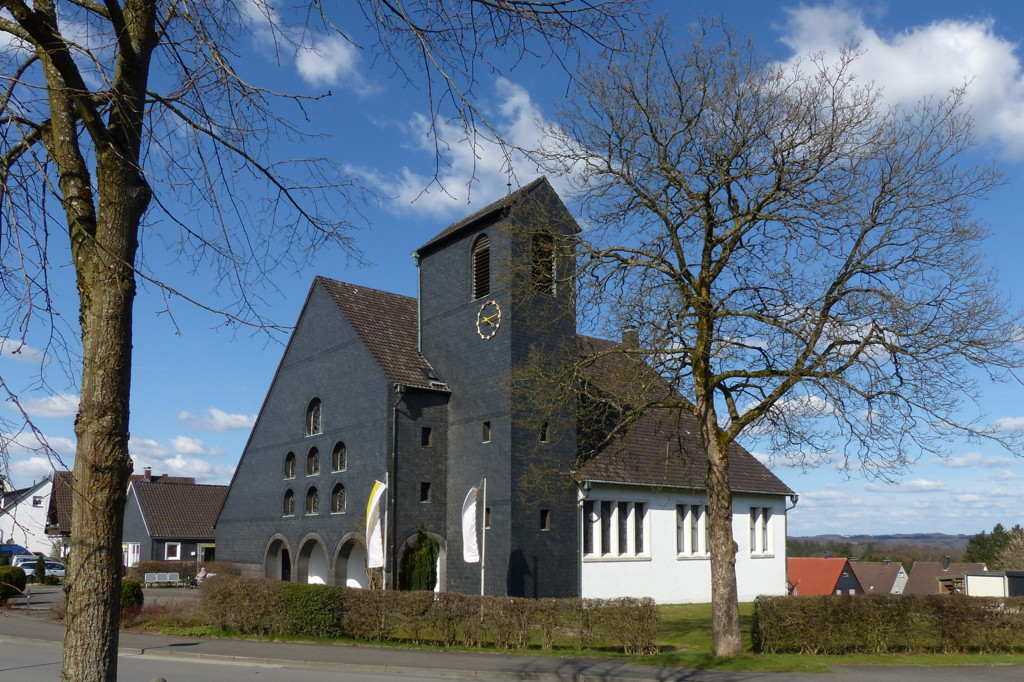
Katholische Kirche Grunewald – 2016

Grunewald ist ein ländlicher Ortsteil von Wermelskirchen in Nordrhein-Westfalen und liegt in der früheren Gemeinde Dabringhausen.

## Geschichte
Die erste Nennung von Grunewald findet sich im Jahre 1669. Zum Hofgericht im Herzogenhof in Odenthal waren dreizehn Höfe im Kirchspiel Dabringhausen lehnsrührig. Es wurden genannt Henrich Zugel zu Grunewald und Catharina Kleys, Eheleute, die einen Anteil an einem Gut bei Bergisch Gladbach kauften. Wenn damit das Grunewald bei Dabringhausen gemeint ist (und nicht der Hof Grunewald bei Bergisch Gladbach-Herkenrath), kann angenommen werden, dass der Wohnplatz als solcher bestand.
Dabringhausen-Grunewald wird in den Quellen verschiedentlich auch Grüne- oder Grünenwald genannt.
Im kaiserlichen Hauptquartier zu Burgos erließ Napoleon am 14. November 1808 ein Edikt die Territorialeinteilung im Großherzogtum Berg zu untersuchen und neu zu ordnen.

### Kapelle

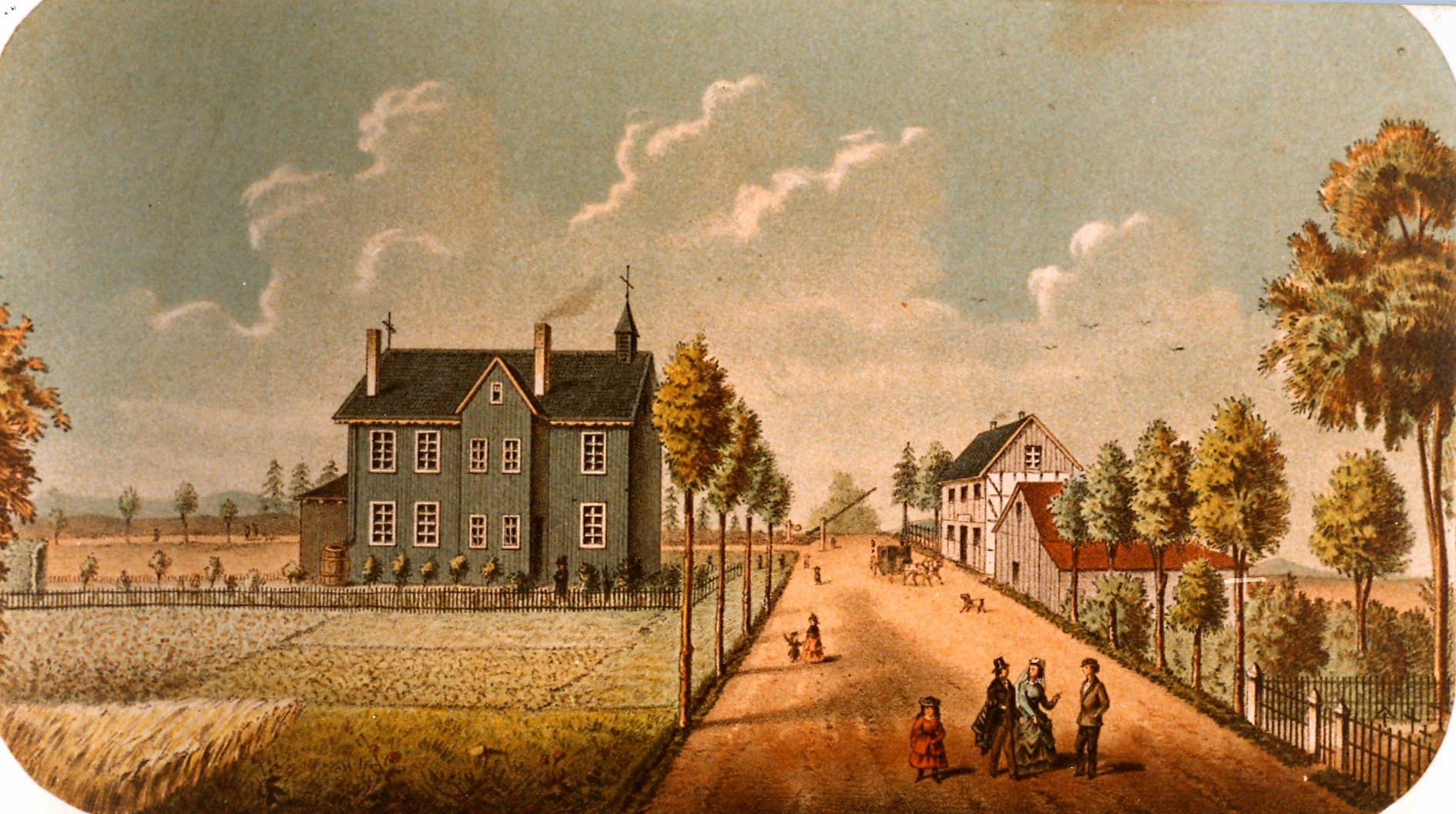
Kapelle und Gasthaus am Grunewald 1876

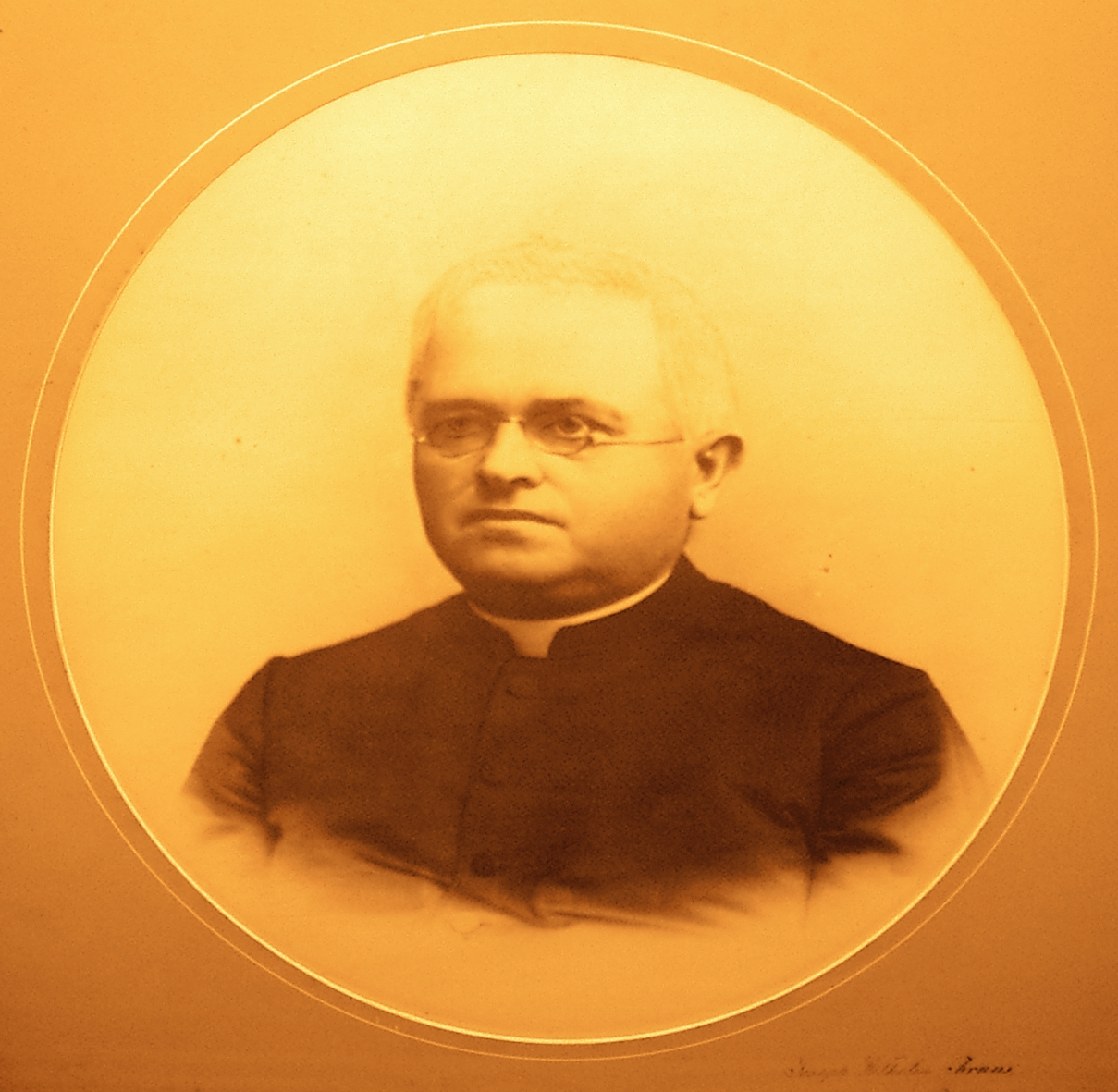
Rektor Wilh. Bruns um 1890

Auf Napoleons Befehl mag der damalige Maire Clarenbach, in der Cönemühle, für Dabringhausen einen Bericht erstellt haben. Im Staatsarchiv in Düsseldorf fand sich seine Untersuchung vom 8. November 1809. Darin machte er den Vorschlag, für die 200 Katholiken in Dabringhausen und Dhünn eine kleine Kapelle auf halbem Wege zwischen beiden Orten zu errichten. Zu den Kosten bat er um einen angemessenen Beitrag der Regierung oder wenigsten um die Genehmigung zu einer Sammlung im gesamten Großherzogtum Berg. Bisher wären die hiesigen Katholiken über eineinhalb Stunden Weges nach Wermelskirchen, Altenberg, Bechen oder Kürten gegangen. Er schlug vor, einen pensionierten Geistlichen aus den aufgehobenen Orden zu suchen, der es sich als Verdienst anrechne, auf einer solchen Stelle das Evangelium zu verkünden. Weiter schrieb er, „jeder biedere Lutheraner würde der allergnädigsten Regierung für diese wohltätige Einrichtung ebenfalls einen Dank mit wissen zu erkennen. Dadurch, dass hier die Katholischen keine Kirche haben, halten die sich wenig hier auf. Es fehlt dahier an Arbeitsleuten sowohl wie an Professionisten. In der Folge aber würden deren viele sich ansiedeln können, wenn dafür ein Gottesdienst angeordnet wäre“.

#### Urkunden und Karten
Dabringhausen-Grunewald wurde in einer Kartierung aus dem Jahre 1808 ausgemittelt zum Standort für die Errichtung einer Kapelle.
Weiter wird Grunewald in einer Urkunde genannt im Jahre 1812 vor Notar Hamm in Wermelskirchen. Der Johann Wilhelm Altstadt, zu Grunewald, Mairie Dabringhausen, leiht 247 Franc. Damit wird der Grünewald in der Niederhonschaft Wermelskirchen (heute Burscheid-Hilgen, Kölner Straße 32) gemeint sein. In der Müfflingschen Karte von 1824–25 fehlt ein Eintrag für Grunewald, ebenso die älteren Karten, angefangen bei Ploennies 1715, Wiebeking 1789, LeCoq 1805. In der Urkatasterkarte von 1828 fehlte noch das Haus und ist erst um 1884 bei einer Revision der alten Karte in roter Tinte nachgetragen worden. In der Preußische Kartenaufnahme v. Delius aus dem Jahr 1844 findet sich dann erstmals ein Eintrag Grunewald in einer Karte mit zwei Gebäuden. 1869 in der Karte des Kreises Lennep finden sich zwei Gebäude und die Kapelle.

#### Schenkung für eine Missionskapelle
In dieser Zeit wurde auch der lange geplante Kapellenbau in Angriff genommen. Am 28. Juli 1867 schenken August Siefer und Ehefrau Louise Oerder, Schirpendhünn, der Kath. Gemeinde Wermelskirchen (vertreten durch Pfarrer Heinrich Draf, Rendant Friedr. Dorrenbach zu Oberstraße, Friedr. Graef zu Kallenberg, Joh. Keller zu Born, Pet. Schmitz zu Ellinghausen, Pet. Schmitz zu Wermelskirchen, die vier Letzteren als Mitglieder des Kirchenvorstandes) vor Notar Diekhoven zu Hückeswagen, drei Morgen Ackerland in Flur 2 Parzelle 550/393, genannt Ledderfeld, zur Errichtung einer Missionsstation, Wert des Grundstücks 360 Taler.

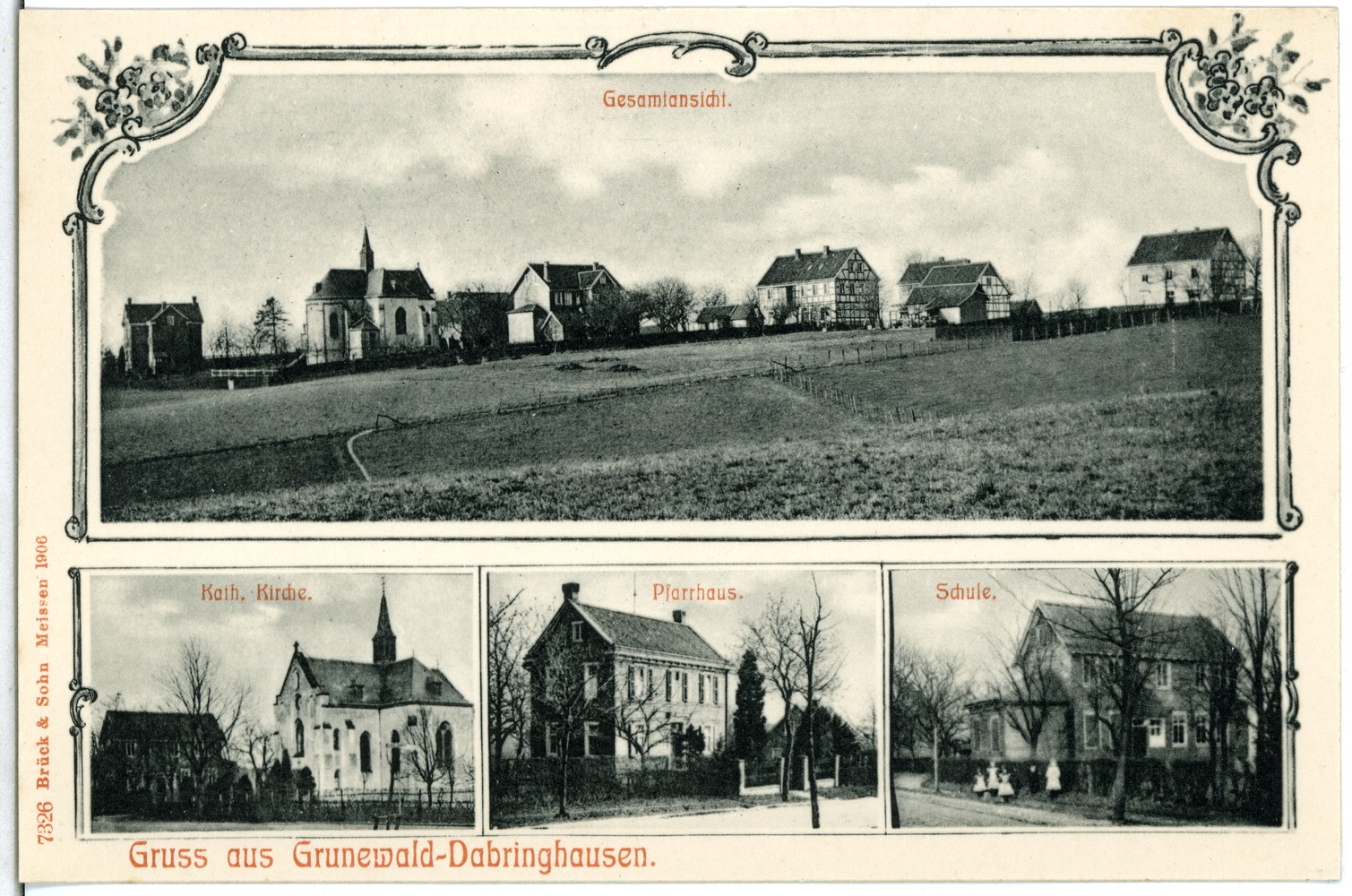
Ortsansicht 1906 mit kath. Kirche, Pfarrhaus und Schule (eh. Kapelle)

Der erste Gottesdienst wurde am 7. September 1867 in dem Saale des käuflich erworbenen Gasthauses am Grunewald gehalten. Der Kölner Erzbischof Paul Melchers hatte die Mission zu Grunewald hinter Irlenweg gestiftet, als Filiale der Kath. Pfarre Wermelskirchen. Er bestimmte den jungen Priester W. Bruns zum Rektor dieser Stelle. Es wurde dann eine Kapelle erbaut, welche zugleich auch als Schule und als Rektorwohnung dienen sollte. Im Jahre 1868 wurde sie zu ihrem Zwecke feierlichst eröffnet. Der Kirchraum war aber so klein, dass Sonntags der daran stehende Schulraum mit benutzt werden musste.

#### Schenkung für den Kirchhof
Im Jahre 1868 schenkten die Eheleute Siefer ebenfalls 60 Ruten Holzung an der Chaussee von Bechen nach Hückeswagen gelegen in Flur 2 Parzelle 540/406 zur Anlage eines Kirchhofes für die kath. Mission, Wert 45 Taler, mit der Bedingung eine eingezäunte Familiengrablege darauf zu errichten zu dürfen. Schon 1856 hatten Heinrich Förster und Ehefrau Caroline Bürgel ein großes Kreuz auf dem späteren Friedhof errichtet. Es steht heute noch und wurde 2008 renoviert. Grundbesitzer mit Namen Förster gab es in Dabringhausen 1830 bzw. 1866 in Eulen bei Kürten und in Oberpilghausen. Es könnte auch ein vermögender Pächter auf der Großen Ledder gewesen sein oder auf dem großen Hof Roelscheid. Beide liegen in der Nähe. Die Grundstücksstifter für die Kapelle, die Eheleute Siefer, wurden 1894 und 1900 auf dem neuen Friedhof beerdigt.

Kirche in Grunewald 1905

### Kirche
Durch die rastlose Tätigkeit des Rektors Bruns wurde dann in späteren Jahren eine schöne in Bruchsteinen ausgeführte Kirche erbaut, hinzu kamen eine passende Rektorwohnung und eine Wohnung für den Küster. Die alte Kapelle wurde danach weiterhin als Schule genutzt (siehe Ansichtskarte mit Ortsansicht und Detailfotos von Kirche und Schule).

### Gasthaus
Die erste gesicherte Urkunde mit einer Nennung von Grunewald findet sich 1832. In diesem Jahr lieh ein Caspar Heinrich Sichelschmidt 565 Taler auf das neu erbaute Haus am Grünenwald bei Großeledder. Zwei Jahre später lieh er weitere 700 Taler, auf den Kataster-Artikel 356, mit Haus auf Parzelle 413, Flur zwei. Wahrscheinlich um den großen Saal anzubauen, lieh er 1841 weitere 1500 Taler auf Haus Nr. 155, in Artikel 356. Vielleicht hatte er sich dabei übernommen, jedenfalls verkaufte Caspar Sichelschmidt 1853 sein Anwesen an die Eheleute Johann Peter Engels und Ida Engels geborene Johann. Der Engels nennt sich Ackerer und Handelsmann, ob er auch Gastwirt war, ist nicht bekannt. Bei der Überarbeitung des Katasters im Jahr 1866 besaß Johann Peter Engels, zu Grünenwald, den Kataster-Artikel 92 groß 26 Morgen Land, mit Haus in Flur 2 Parzelle 413.

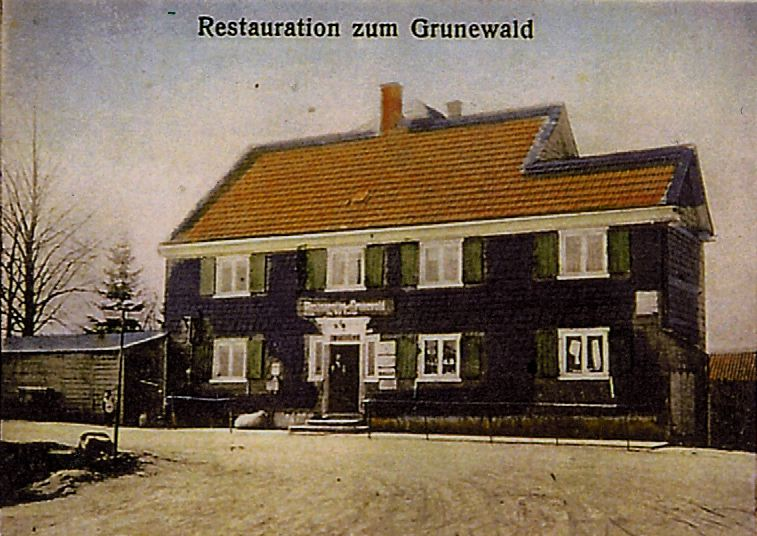
Restauration zum Grunewald 1905

Die Eheleute Johann Peter Engels und Ida Johann, verkauften das Gasthaus in Grunewald im Jahre 1868 an den Landwirt August Siefer und Ehefrau Louise Oerder, Schirpendhünn, für 4600 Taler. Die Kaufpreisforderung traten sie ab, dem erzbischöflichen Stuhle zu Köln. Der August Siefer stellte als Caution sein Gut Schirpendhünn. Mit den Familien Oerder, Siefer, Enkler und Büchler ist das Haus dann bis 1926 verbunden.
Der erste Wermelskirchener Ortschronist, Hauptlehrer Peter Joseph Heinrichs, hat Kapelle und Gasthaus 1876 gezeichnet und in Bonn bei A. Henry lithographieren lassen. Im Nachlass Henry im Bonner Stadtarchiv befindet sich leider kein Original der Zeichnung. Als im Jahre 1929 Josef Greitemann von Hubert Büschler und Ehefrau Anna Oerder das Gasthaus kaufte, war das Bild im Gastraum noch vorhanden. In der heutigen Gaststätte hat sich dieses Bild bis in unsere Zeit erhalten. Die ehemalige Kapelle (später dann Schule) quer gegenüber der Gaststätte ist heute einem Neubau gewichen (siehe Bild ganz zu Anfang, links hinter der Kirche).